# Antictenia
Antictenia là một chi bướm đêm thuộc họ Geometridae.

## Các loài
- Antictenia punctunculus (Lucas, 1892)
- Antictenia torta Prout, 1921